# Constantin Stancu
Constantin Stancu (n. 2 octombrie 1956) este un fotbalist și antrenor român retras din activitate. Este al șaptelea fotbalist ca număr de prezențe în Liga I (447).

## Meciuri
- Meciuri jucate în Liga I: 447 meciuri- 1 gol
- European Cups: 14 meciuri - 0 goluri
- Echipa olimpică a României: 13 meciuri - 0 goluri
- Echipa națională de tineret a României (U-21): 24 meciuri - 0 goluri